# Sedlighet (Hegel)
Sedlighet (tyska: Sittlichkeit) avser idén om "etiskt liv" eller "etisk ordning", som företräddes av filosofen Georg Wilhelm Friedrich Hegel. Den presenterades först i verket Andens fenomenologi (1807) för att hänvisa till "etiskt beteende som baseras på sedvänja och tradition samt utvecklas genom vana och imitation i enlighet med gemenskapens objektiva lagar". Därefter utvecklades den mera ingående i Rättsfilosofins grunddrag (1821).

## De tre rättssfärerna
I Rättsfilosofins grunddrag introducerar Hegel sfären för abstrakt rätt (Recht), den första av de tre rättssfärer som han formulerar. Den präglas av idén om personlighet och individens handlingar. Denna sfär utgör vad Isaiah Berlin skulle kalla negativ frihet, det vill säga frihet som fastställts genom förnekande av yttre kraft. Det är den frihet liberalismen förespråkar.
Den andra sfären utgör kantiansk moral och benämns därför moralens sfär (Moralität). Denna sfär utgör vad Isaiah Berlin skulle kalla positiv frihet, det vill säga moralisk autonomi. Det är den frihet socialismen förespråkar i form av exempelvis statsindividualism. Hegel kritiserar emellertid den kantianska moralen i samhället för att vara otillräcklig. Han förklarar denna brist genom filosofisk kritik av abnormiteter som ensamhet, depression och ångest.
Den tredje sfären, det etiska livets sfär (Sittlichkeit), präglas av familjen, civilsamhället och staten. Det är denna frihet eller rätt, som konservatismen traditionellt har företrätt.
För att förstå utvecklingen från de två första sfärerna till den tredje och sista måste man förstå att normativiteten i sedligheten sträcker sig utanför individen. Även om Moralität kan vara rationell och reflekterande, är den också individualistisk. Den tredje sfären är ett försök att beskriva individens begränsade uppfattning genom vädjan till gemenskapens större institutionella sammanhang och ett försök att överbrygga klyftan mellan individuella subjektiva känslor och idén om allmänna rättigheter.

## Översättning
Det tyska begreppet Sittlichkeit bör inte blandas ihop med gängse betydelse av svenskans ord 'sedlig' och 'sedlighet', vilka väcker felaktiga konnotationer i detta sammanhang. Nationalencyklopedin definierar dessa två ord enligt följande: "moraliskt högtstående särskilt i sexuellt avseende" och "hög grad av (sexual)moral". Det svenska ordet har också en juridisk tillämpning i sedlighetsbrott med avseende på just sexuella relationer. Därmed står de i kontrast till Hegels filosofiska begrepp, som berör samhällslivet i stort och även innefattar staten.

## Inflytande

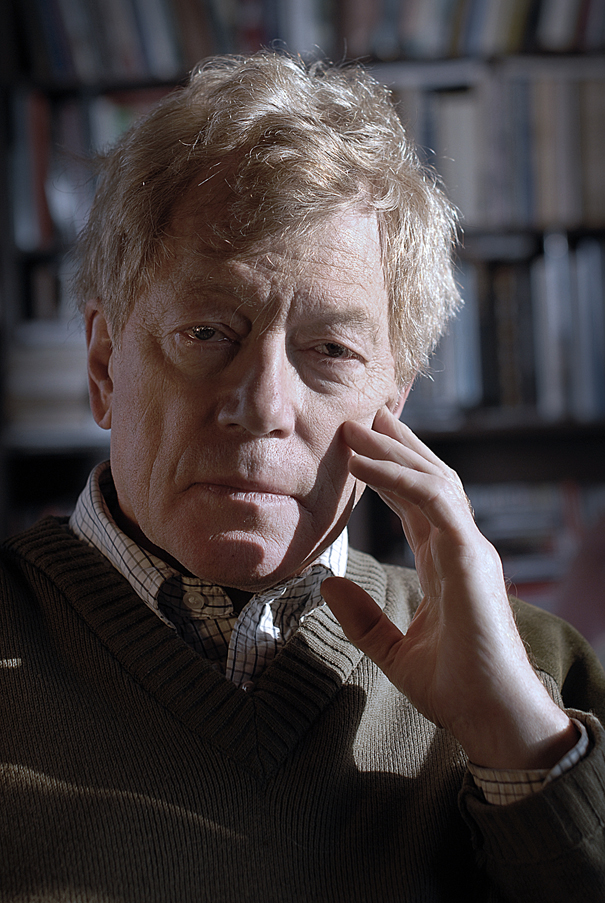
Roger Scruton (1944–2020) ansåg att Hegels idé om sedlighet var både originell och metafysiskt fascinerande.

Hegels idé om sedlighet har påverkat tänkare inom det konservativa lägret. Den med Hegel samtida Friedrich Julius Stahl utvecklade idén för att anknyta den till en hierarkisk gudomlig ordning. De senaste decenniernas internationellt mest välkände konservative filosof, Roger Scruton, kallade idén om sedlighet "en högst originell och metafysiskt fascinerande version av det konservativa svaret till liberalismen".